# ダイキリ
ダイキリ（スペイン語: Daiquiri）とは、ラムをベースとするショートドリンクである。ラムを使用したカクテルの代表格。

## 由来
1896年、キューバのダイキリという地域の鉱山で技師として働いていたアメリカ人、
ジェニングス・コックスが、灼熱の地での清涼感を求めて、キューバの特産物であるラムにライム・砂糖・氷を入れて作ったのが始まりとされている。

## 標準的なレシピ
- ラム - 45ml
- ライム・ジュース - 15ml
- 砂糖 - 1tsp

ライム・ジュースの代わりに、レモン・ジュースを使ってもよい。
また、砂糖の代わりに、ガム・シロップを 1tspとするレシピもある。

### 作り方
1. 材料をシェイカーにいれ、シェイクする。
2. カクテル・グラスに注ぐ。

### 備考
- 甘さは砂糖で調節する。
- 上記材料とクラッシュド・アイスをミキサーで混ぜ、シャーベット状にしたものはフローズン・ダイキリと呼ばれ、作家のアーネスト・ヘミングウェイが愛飲したカクテルとして知られている。フローズン・スタイルのカクテルの代表格。
  - ヘミングウェイが愛飲したフローズン・ダイキリは、ラム酒をダブルにし、グレープフルーツ・ジュースを入れ、砂糖を抜いたもので、これをパパ・ダイキリあるいはヘミングウェイ・スペシャルと呼ぶ。ヘミングウェイが通ったハバナ旧市街のレストランバー「フロリディータ」には現在も彼のファンが訪れる[1]（後述）。
- シャーベット状にせずクラッシュド・アイスをそのまま使用したフローズン・ダイキリは、アメリカン・スタイルと呼ばれる。
- 砂糖の代わりにグレナデン・シロップを甘味に使うとピンク・ダイキリになる。また、バカルディ社のラムを使って作ったピンク・ダイキリはバカルディと呼ばれる。
- ラムにジャマイカ産ゴールドラムとキューバ産ラムを使い、砂糖の代わりにパッションフルーツ・シロップと蜂蜜を使ったものはドンズ・スペシャル・ダイキリと呼ばれる。

## ダイキリが有名な店

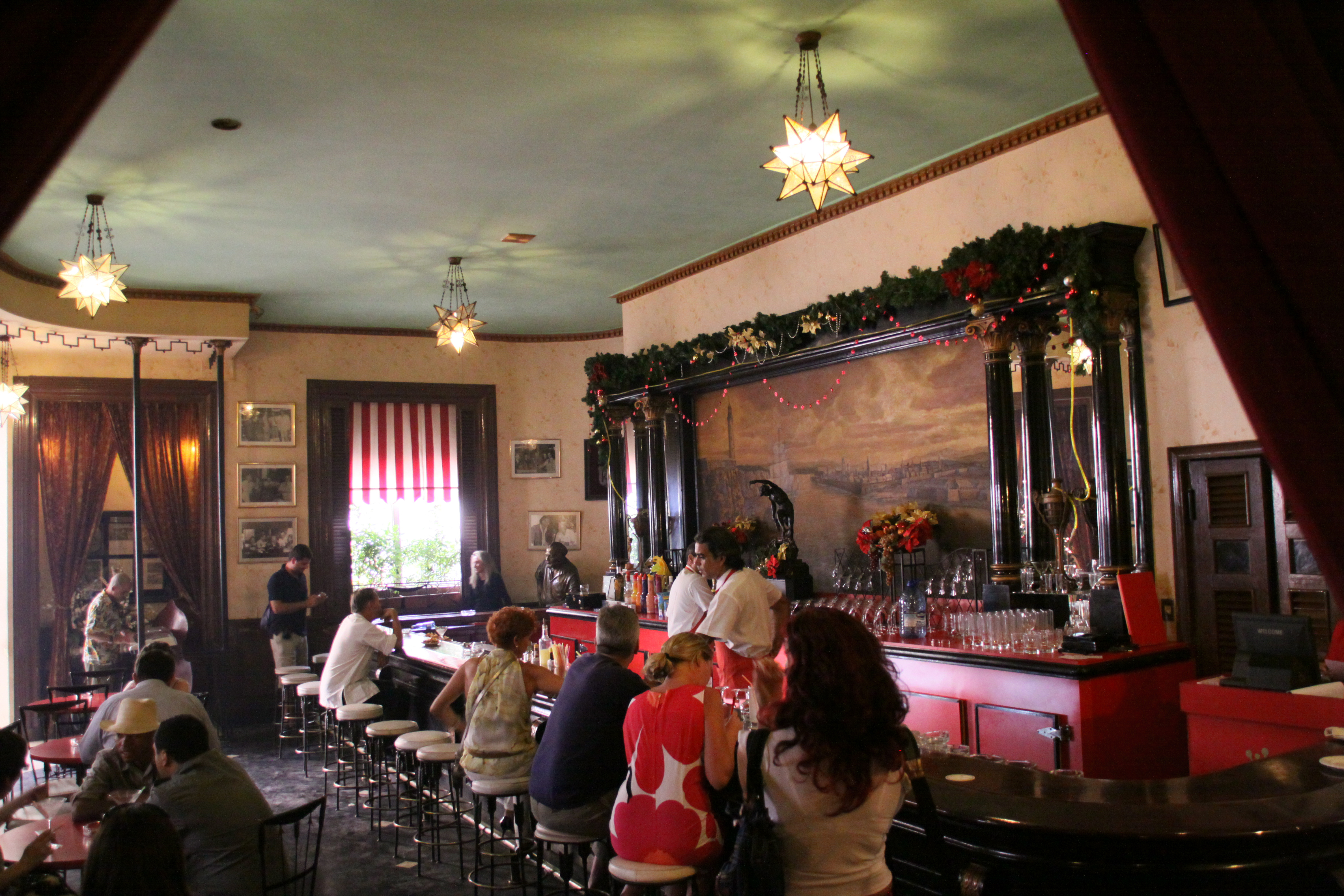
ラ・フロリディータ

ハバナの旧市街のレストランバー「ラ・フロリディータ」がダイキリを出す店として有名である。1940年代にヘミングウェイもこの店に通い、「わがダイキリはフロリディータにて、わがモヒートはボデギータにて」との言葉を残した（ラ・ボデギータ・デル・メディオは、同じくハバナ旧市街にある有名なバーの名称である）。